# روي إي. ليندكويست
روي إي. ليندكويست (بالإنجليزية: Roy E. Lindquist)‏ هو عسكري أمريكي، ولد في 18 فبراير 1907 في ماساتشوستس في الولايات المتحدة، وتوفي في 19 نوفمبر 1986 في سانت بيترسبرغ في الولايات المتحدة.